# Tetragonochora melanopyga
Tetragonochora melanopyga är en stekelart som först beskrevs av Brulle 1846.  Tetragonochora melanopyga ingår i släktet Tetragonochora och familjen brokparasitsteklar. Inga underarter finns listade i Catalogue of Life.